# Алајиги
Алајиги (ест. Alajõgi) малена је река у Естонији која протиче крајњим североисточним делом земље преко територије округа Ида-Вирума.
Свој ток започиње као отока језера Кину недалеко од села Онгасаре. Тече углавном у смеру југа и након 29 km тока улива се у језеро Пејпси јужно од села Алајие. Припада басену река Нарве, односно басену Финског залива Балтичког мора. Површина сливног подручја реке Алајиги је око 150 km².